# Christian Villamide
Christian Villamide (Lugo 1966) es un artista multidisciplinar, escultor, pintor, fotógrafo y autor de instalaciones.
Comenzó en 1984 a trabaja con distintos materiales y soportes. Vivió en Madrid, Las Palmas de Gran Canaria y Lugo.

## Biografía
Inicia los estudios plásticos en la Escuela de Arte de su ciudad natal en 1995, aunque en realidad se puede considerar autodidacta, y casi inmediatamente realiza su primera exposición en la Diputación Provincial de Lugo. Sus siguientes exposiciones las realiza dentro y fuera de España como en el Museo Municipal de Ourense y en la Fundación Ana Torre de Buenos Aires en 1992 con su muestra "Sensaciones griálicas".
En los años siguientes participa en el Salón de Artistas en Malinas, Bélgica en 1995. Su obra regresa a Galicia donde expone en diferentes galerías como Pardo Bazán de La Coruña, en 1994, y su muestra "Humedades" en la galería Clérigos de Lugo, en 1997. A partir de entonces ha presentado sus creaciones en entidades como Caja Madrid, en Pontevedra; el Museo Provincial de Lugo (donde expone en numerosas ocasiones a lo largo de los años) o en el CAB de Burgos y en el Centro Galego de Arte Contemporánea (CGAC), entre otros. Destacan también “Hortus Conclusus” en Centro Cultural Marcos Valcárcel de Orense, en 2018; y su participación en la exposición colectiva “II Bienal de  Arte, Arquitectura y paisaje" de Canarias en Tenerife, 2009. Destacan además “PERturbacións” en el Centro de Arte CAB de Burgos, comisariada por Javier Del Campo . En 2020 “In Landscape Mode” en el Centro Galego de arte Contemporánea comisariada por Paula Cabaleiro. La comisaria Sara Donoso en 2021 le selecciona para formar parte de la exposición ”Néboas de Luz”. 
Tiene especial presencia en galerías y espacios expositivos de Galicia como por ejemplo en Paloma Pintos o Bus Station Space, en Santiago; el Museo Quiñones de León, en Vigo o  el Centro de Arte Torrente Ballester, en Ferrol. También ha expuesto en ferias y exposiciones como ESTAMPA, ARCO y Art Madrid, en Madrid; y Espacio Atlántico en Galicia.

## Obra
La construcción del paisaje y su (de) construcción se sitúa como los dos movimientos telúricos que hacen de su obra una reelaboración de ese paisaje como un reactivo natural. Convierte las geografías en nuevos paisajes que emergen de esa síntesis mediática y precisa que viene trabajando en el propio espacio natural, o llevando hasta el espacio expositivo sus proyectos se construyen como un estudio de la tensión que emerge de la propia naturaleza y de su constante proceso de cambio, así como la relación con el ser humano. Crea una obra conceptual y con cierta despreocupación formal utilizando variadas técnicas, desde pintura y escultura hasta fotografía y grabado entre otros.

## Galería de imágenes
| |
| El paisaje está en tú retina META-PAISAJE. 2023. Exposición MALEZA de Christian Villamide en la Fundación RAC |

|                                                                                      |
| ATREZO-TERRITORIO en la exposición PERturbacións en el Centro de Arte de Burgos. CAB |

|                                                                     |
| "INHUMACIÓN" de Christian Villamide en CENTRO DE ARTE CAB de Burgos |

| |
| Obra INHUMACIÓN en la exposición PERturbacións de Christian Villamide en Centro de Arte de Burgos. CAB |

|                                                                         |
| PERTURBACIÓNS de Christian Villamide en el CENTRO de ARTE CAB de Burgos |

|                                                                                      |
| MONT VENTOUX de Christian Villamide en el Centro Galego de Arte Contemporánea. CGAC. |

|                                                                            |
| A PAISAXE CONTRA A PAREDE de Christian Villamide. Museo Provincial de Lugo |

| |
| Obra EL ESPLENDOR NIHILISTA dentro de la Exposición SPIRIT LEVEL de Christian Villamide. Museo de Arte Contemporáneo Florencio de la Fuente, MAC. Huete. Cuenca. |

| |
| AUSENCIA de Christian Villamide. Convento de los Franciscanos. Museo de Arte Contemporáneo Florencio de la Fuente, MAC. Huete. Cuenca. |

|                          |
| "TOPOGRAFÍAS". Mustallar |

## Enlaces de interés
- RAMÓN ROZAS. “ A creba da natureza, El progreso. Diario de Pontevedra. 2018
- Art Madrid Christian Villamide
- El artista lucense Christian Villamide expondrá en el Centro de Arte Contemporáneo de Burgos
- TAREIXA TABOADA “El paisaje contra la pared” La vopz de Galicia. 2018
- MERCEDES ROZAS. “Lo que se ve”. Christian Villamide. Catálogo “Territorios transversales”. 2016 Archivado el 4 de abril de 2019 en Wayback Machine.
- FATIMA OTERO. “Entre lo natural y el artificio”. El Correo Gallego. 2016. (enlace roto disponible en Internet Archive; véase el historial, la primera versión y la última).
- Christian Villamide en el CAB de Burgos Archivado el 2 de octubre de 2022 en Wayback Machine.
- Metrópolis - Segunda Bienal de Arquitectura, Arte y Paisaje de Canarias
- Christian Villamide Centro Galego de Arte Contemporánea
- Exposición ”NÉBOAS DE LUZ” con fondos de la colección CGAC.
- Spirit Level de Christian Villamide en el Museo MAC
- Intervención "Ausencia" de Christian Villamide
- Web oficial de Christian Villamide